# Protomegabaria meiocarpa
Protomegabaria meiocarpa är en emblikaväxtart som beskrevs av J.Leonard. Protomegabaria meiocarpa ingår i släktet Protomegabaria och familjen emblikaväxter. Inga underarter finns listade i Catalogue of Life.